# Elian Web
Elian Web, född 24 mars 2012 i Finland, är en finländsk varmblodig travhäst. Han tränas av Katja Melkko utanför Uleåborg och körs oftast av kuskarna Janne Soronen eller Jorma Kontio.
Elian Web började tävla i maj 2014. Han har till februari 2020 sprungit in 6,6 miljoner kronor på 61 starter varav 24 segrar, 10 andraplatser och 10 tredjeplatser. Han har tagit karriärens hittills största segrar i Finskt Travderby (2016), Paralympiatravet (2020), Suur-Hollola-loppet (2020) och Gulddivisionens final (feb 2020).
Han har även kommit på andraplats i Finskt Trav-Kriterium (2015), Suur-Hollola-loppet (2018) och Gulddivisionens final (dec 2019) samt på tredjeplats i Suur-Hollola-loppet (2017).

## Karriär
Elian Web började tävla våren 2014, då han var två år gammal. Han tog tre segrar på sju starter under debutsäsongen 2014.
Han var obesegrad i åtta raka lopp från juli 2016 till april 2017.
Efter en stark insats i Finlandialoppet i maj 2017 bjöds han in till att delta i 2017 års upplaga av Elitloppet på Solvalla. Han var den enda deltagaren från Finland det året. I försöksloppet slutade han oplacerad och kvalificerade sig därmed inte för final.
Den 23 februari 2019 segrade han i den svenska Gulddivisionen tillsammans med Jorma Kontio. Den 26 december 2019 kom han på andraplats i Gulddivisionens final på Solvalla. Den 11 januari 2020 segrade han återigen i den svenska Gulddivisionen, då han besegrade Propulsion.
Han segrade i Gulddivisionens final den 8 februari 2020 på Solvalla.
Den 25 april 2020 segrade han tillsammans med Jorma Kontio i Paralympiatravet på Åbytravet. Segern var värd en miljon kronor, och ekipaget bjöds efter segern in till 2020 års upplaga av Elitloppet på Solvalla.

## Utmärkelser
Elian Web har tilldelats utmärkelserna "Årets 3-åring" (2015), "Årets 4-åring" (2016) och "Årets Häst" (2016) i Finland.